# Rengersbrunn
Rengersbrunn ist ein Gemeindeteil der Gemeinde Fellen im unterfränkischen Landkreis Main-Spessart in Bayern.

## Geographie
Das Kirchdorf liegt auf 338 m ü. NHN an der Kreisstraße MSP 18 zwischen Fellen und der Bayerischen Schanz. Im Ort entspringt unter der Wallfahrtskirche Mariä Geburt der Rengersbrunner Bach. Auf der Gemarkung des Ortes liegt das Dorf Neuhof. Durch Rengersbrunn verläuft der Fränkische Marienweg.

## Name
König Barbarossa rastete einst an der Quelle des Rengersbrunner Baches. Seitdem trägt sie den Namen Regisborn (Königsbrunnen). Der Name veränderte sich mit den Jahrhunderten in Rengersbrunn.